# Kasey McAteer
Kasey McAteer (* 22. November 2001 in Northampton) ist ein englischer Fußballspieler, der aktuell bei Leicester City in der Premier League spielt.

## Karriere
McAteer begann seine Karriere im Fußball im Alter von acht Jahren in der Jugendakademie von Leicester City. In der Saison 2018/19 stand er bereits das erste Mal im Kader der U18-Mannschaft. In der Folgesaison traf er achtmal in 12 Ligaspielen für die ebengenannte Mannschaft. Im Juli 2020 wurde er in das U23-Team Leicesters übernommen und erzielte dort 2020/21 vier Tore in 16 Partien. Nach weiteren Partien für die Zweitmannschaft in der Premier League 2 erweckte er Interesse der Profimannschaft. Am 12. Dezember 2021 (16. Spieltag) kam er zu seinem Debüt, als er bei einem 4:0-Sieg gegen Newcastle United spät in der Premier League eingewechselt wurde.
Ende Januar wurde er in die EFL League Two an die Forest Green Rovers verliehen. Sein Debüt für seinen neuen Verein gab er am 1. Februar 2022 (26. Spieltag, nachgeholt) nach Einwechslung bei einem 1:1-Unentschieden gegen den FC Port Vale. Insgesamt schoss er ein Tor in 18 Ligaspielen für seinen vorübergehenden Verein.
Nach seiner Rückkehr war Leicester City in die EFL Championship abgestiegen. McAteer jedoch passte sich gut an und schoss vier Tore in seinen ersten fünf Ligaspielen. Anschließend folgten mehrere kleine Verletzungen, sodass er insgesamt auf sechs Tore in 23 Ligapartien kam. Mit seinem Verein stieg er jedoch als Meister direkt wieder in die Premier League auf.

## Erfolge
Leicester City
- Meister der EFL Championship: 2024  ▲